# گاسن (فرانسه)
گاسَن (به فرانسوی: Gassin) یک کمون در فرانسه است که در کانتونِ سَن-تروپه واقع شده‌است. گاسَن ۲۴٫۷۴ کیلومتر مربع مساحت و ۲٬۹۱۲ نفر جمعیت دارد.